# 六号包厢 (电影)
《六号包厢》（芬蘭語：Hytti nro 6）是一部由芬兰导演尤霍·库奥斯马宁导演及合写的国际合作的剧情片，改编自芬兰作家罗莎·利克索姆的同名小说。电影入选参加第74屆坎城影展的金棕榈奖的角逐，最终与另外一部电影平分评审团大奖。

## 剧情简介
电影讲述的是一个芬兰女学生和一个俄罗斯工人前往摩爾曼斯克的火车旅程故事。

## 演员表
- 塞迪·哈尔拉 饰 Laura
- 尤里·博里索夫 饰 Vadim
- 季娜拉·德鲁卡罗娃（英语：Dinara Drukarova） 饰 Irina
- 尤利娅·奥格（英语：Yuliya Aug） 饰 Natalia

## 評價
中國的電影評分網豆瓣分數為7.7分，美國電影評分網爛番茄上得到94%的正面評價，網站的共識是：“《六号包厢》在其敘事範圍內可能會有些悶，但這個演技精湛、講述巧妙的愛情故事獎勵了觀眾的耐心。
電影受到評論家的廣泛好評，好萊塢報導的大衛魯尼稱該電影是坎城影展最好的電影之一，很有可能獲得奧斯卡提名。俄羅斯電影評論家安東·多林將《六号包厢》描述為“一部樸實無華而感人的電影”。